# فريدريك بيتي
فريدريك بيتي (بالفرنسية: Frédéric Petit)‏ (و. 1810 – 1865 م) هو عالم فلك من فرنسا.
توفي عن عمر يناهز 55 عاماً.